# Río Lérez
Río Lérez este o arie protejată (arie specială de conservare — SAC, sit de importanță comunitară — SCI) din Spania întinsă pe o suprafață de 149,55 ha, integral pe uscat.

## Localizare
Centrul sitului Río Lérez este situat la coordonatele 42°27′07″N 8°36′14″W / 42.4519°N 8.604°V.

## Înființare
Situl Río Lérez a fost declarat sit de importanță comunitară în noiembrie 2000 pentru a proteja 32 de specii de animale. Situl a fost protejat și ca arie specială de conservare în martie 2014.

## Biodiversitate
Situată în ecoregiunea atlantică, aria protejată conține 11 habitate naturale: Pajiști uscate europene, Liziere de ierburi înalte hidrofile de câmpie și de nivel montan până la alpin, Cursuri de apă de la nivel de câmpie la nivel montan, cu vegetație Ranunculion fluitantis și Callitricho-Batrachion, Pante stâncoase silicioase cu vegetație casmofită, Fânețe de joasă altitudine (Alopecurus pratensis, Sanguisorba officinalis), Roci stâncoase cu vegetație pionieră de Sedo-Scleranthion sau Sedo albi-Veronicion dillenii, Păduri aluvionare cu Alnus glutinosa și Fraxinus excelsior (Alno-Padion, Alnion incanae, Salicion albae), Estuare, Păduri de stejar galițio-portugheze cu Quercus robur și Quercus pyrenaica, Pajiști cu Molinia pe soluri calcaroase, turboase sau argilos-nămoloase (Molinion caeruleae), Pseudostepă cu ierburi și specii anuale de Thero-Brachypodietea.
La baza desemnării sitului se află mai multe specii protejate:
- păsări (15): uliu porumbar (Accipiter gentilis), pescăruș albastru (Alcedo atthis), rață mare (Anas platyrhynchos), stârc cenușiu (Ardea cinerea), caprimulg (Caprimulgus europaeus), mierla de apă (Cinclus cinclus), erete cenușiu (Circus pygargus), șoim călător (Falco peregrinus), șoimul rândunelelor (Falco subbuteo), sfrâncioc roșiatic (Lanius collurio), ciocârlie de pădure (Lullula arborea), ciuf-pitic (Otus scops), viespar (Pernis apivorus), lăstun de mal (Riparia riparia), silvie de tufiș (Sylvia undata)
- amfibieni (2): Chioglossa lusitanica, Discoglossus galganoi
- mamifere (5): Galemys pyrenaicus, vidră de râu (Lutra lutra), liliac comun (Myotis myotis), liliacul mare cu potcoavă (Rhinolophus ferrumequinum), liliacul mic cu potcoavă (Rhinolophus hipposideros)
- nevertebrate (7): croitorul mare al stejarului (Cerambyx cerdo), Coenagrion mercuriale, Elona quimperiana, Gomphus graslinii, rădașcă (Lucanus cervus), Macromia splendens, Oxygastra curtisii
- pești (2): Petromyzon marinus, somonul (Salmo salar)
- reptile (1): Lacerta schreiberi

Pe lângă speciile protejate, pe teritoriul sitului au mai fost identificate 3 specii de păsări, 2 specii de amfibieni, 2 specii de mamifere, 2 specii de reptile.